# الشبنكاري
محمد بن علي بن محمد الشبنكاري كان شاعرًا ومؤرخًا فارسيًا من أصل كردي. كتب باللغة الفارسية وازدهر في أواخر عصر الإلخانات.

## السيرة
وٌلد الشاعر حوالي ق. 1298، كان الشبنكاري من سكان منطقة شبنكار (في منطقة فارس جنوب إيران)، والتي غزاها المغول في عام 1258. في عام 1332 أو 1333، أكمل الشبنكاري تاريخه العام مجمع الأنساب في التواريخ، والذي أهداها إلى الوزير غياث الدين محمد، الوزير الفارسي لحاكم الإلخانات أبو سعيد بهادر خان (حكم. 1316–1335). ومع ذلك، فقد دُمر العمل أثناء نهب منزل الوزير بسبب الفوضى التي أعقبت وفاة أبي سعيد. وهكذا كتب الشبنكاري نسخة ثانية من العمل في 17 كانون الثاني 1337. كما قام بتأليف نسخة ثالثة في عام 1343، والتي كانت مخصصة لأمير الجوباني بير حسين. يتميز مجمع الأنساب باحتوائه على معلومات قيمة عن عهد أولجايتو (حكم. 1304–1316) وأبي سعيد. ولم يمض وقت طويل بعد وفاة الشبنكاري حوالي ق. 1358، حتى كتب غياث الدين بن علي فريومادي من جرجان أو خراسان، تكملة قصيرة لكتاب مجمع الأنساب، الذي يتحدث عن تاريخ السربادار والسلالات المحلية في خراسان خلال منتصف إلى أواخر القرن الرابع عشر.

## الأعمال
إن التصوير الإيجابي الذي قدمه الشبنكاري للمغول في مجمع الأنساب هو دليل على بدء تقبل المسلمين الناشئ لدولة الإلخانات (دولة المغول بعد إسلامهم) منذ سقوط بغداد عام 1258:
"يجب أن يكون معلومًا أنه منذ بدء خلق العالم وخلق البشرية لم يمارس أي بادي شاه أو سلطان أو خليفة أو قيصر أو خان أو قاآن أو فقفور (إمبراطور الصين) أو خسرو أو راج أو جايبال أو راجا أو توبا (ملك اليمن) أو أمير أو ملك مثل هذه السلطة أو السيادة على العالم كما فعل جنكيز خان وذريته."

في عمله، يخصص الشبنكاري أيضًا فصولًا للسلالات المحلية، مثل الشوانكارة والهزارسبيون. في حين لا يوجد دليل على ارتباط الشبنكاري بالهزارسبيين، إلا أنه يمتدح أتابكهم (حاكمهم) نصرة الدين أحمد (حكم. 1296–1330) مثل العديد من المؤرخين المعاصرين الآخرين:
"نصرة الدين هو قرة عين الأتابكة وجوهر سلالته. على مرّ التاريخ الطويل لحكام إيران (ملوك إيران زمين)، لم يظهر حاكمٌ مثله، بحسن خلقه وصدقته. لم أرَ في أيّ تراثٍ وتاريخٍ مثله من العطايا والصدقات والنعم."